# Municipio Roma XI
El Municipio Roma XI es una de los 15 subdivisiones administrativas en las que está dividida la ciudad de Roma. En 2017 su población era de 156 103 habitantes